# Jan Filip
Jan Filip (Chocnějovice, 1900. december 25. – Prága, 1981. április 30.) cseh régész és történész. 1945-től a prágai Károly Egyetem professzora, 1955-től akadémikus, 1957-től 1961-ig a ČSAV (Akadémia) elnökhelyettese, 1963 és 1974 között a Csehszlovák Régészeti Intézet igazgatója. 25 éven keresztül az Archeologické rozhledy szakfolyóirat szerkesztője, melynek alapítója (1949) is volt egyben, valamint a Slovenská archeológia szerkesztőbizottságának tagja. Fő kutatási területe a kelta megtelepedés Csehszlovákiában, melynek periodizációjára (felosztására) is vállalkozott, ill. bronz- és vaskorral foglalkozott.

## Élete
Már korán kitűntek tanulói képességei, ezért ösztöndíjat kapott a Mladá Boleslavi gimnáziumba, mely után Příbramban folytatta tanulmányait. Az első világháború alatt az olasz fronton harcolt, majd érettségiét már Csehszlovákiában tette le. 1919 és 1924 között a Károly Egyetemen tanult történelmet és földrajzot. Már ekkor nagy hatással volt rá Lubor Niederle professzor. 1924 és 1942 között középiskolai történelem és földrajz professzorként ill. kerületi iskolai tanfelügyelőként tevékenykedett a prágai iskolákban.
Régészettel már az egyetemi tanulmányai óta foglalkozott tanári pályája mellett. Niederle előadásait hallgatta, ill. ásatásokon is részt vett. 1928-ban bölcsészdoktorrá, 1938-ban docenssé avatták. Érdeklődési körét egyre inkább a csehországi bronzkor végére és a vaskorra összpontosította. Rajta kívül akkoriban Ludmila Jansová az első cseh régésznő foglalkozott a keltákkal.
A második világháború alatt a prágai régészeti intézetben dolgozott, majd ez után a Károly Egyetemre került, ahol professzorrá nevezték ki. Jan Eisnerrel közös intenzív munkájával alapozta meg az ősrégészeti és koratörténeti részleget a történettudományi és őskori tanszéken, melyen a régészek új generációja nevelkedett fel. Iskolája egész Európában elismerést nyert, melynek alapja az elmélyült forrásismeret és azok széles körű vizsgálata. Tanítványai apának nevezték atyáskodó hozzáállásának köszönhetően.
A háború után szükség volt új taneszközökre és tankönyvekre. Ezen kihívásra válaszul már 1948-ban megjelentette az Őskori Csehszlovákia című könyvét. Ezen munka ugyan a háború előtti eredményeket tartalmazta, ám a kutatás új irányait is meghatározta. A szakemberhiányt azért is pótolni kellett, mert megnövekedtek a tudományág igényei is. Tanítványait azonban nemcsak Csehországban foglalkoztatta, de elküldte Szlovákiára is a felgyorsult iparosítás keltette szakmai kihívások megoldására. Az ásatásokon kívül tanulmányutakat is szervezett elsősorban Német- és Lengyelországba.
1955-ben akadémikussá nevezték ki. Magas posztot töltött be a Csehszlovák Akadémia elnökségében, 1957-től 1961-ig elnökhelyettes volt. 1963-ban Jaroslav Böhm halála után átvette a Csehszlovák Régészeti Intézet vezetését, melynek élén 1974-ig állt. Az ő koncepciójából, melyet már Böhm is tervezett, hogy a háború utáni feltárások vizsgálatával az őskor új feldolgozását adják, született a Csehország őskori története (1978) című mű.
Böhm halála után azonban rá hárult az UNESCO melletti pre- és protohisztorikus tudományok szervezetének, melynek elnökévé választották (1963-1969), VII. nemzetközi kongresszusának prágai megszervezése is 1966-ban. Ennek sikerének érdekében nagy erőfeszítéseket tett, melyek nem maradtak eredménytelenül. Tudományos kapcsolatait későbbi konferenciák szervezésénél is kamatoztatta.
Pedagógiai munkássága egyéb beosztásai miatt sem szenvedett csorbát, annak ellenére, hogy 1970-től már csak külső előadó volt az egyetemen. Még 80 éves korában is vizsgáztatott. Támogatta a szlovák régészet önálló fejlődését is, több szlovák régész is nála tanult. Metodológiával és tudomány-népszerűsítéssel egyaránt foglalkozott. Publikációs tevékenysége majdnem 300 címre rúg.
Halála előtt még újból átdolgozta a Kelta civilizáció és öröksége idegen nyelvű kiadásait, valamint tervezte az enciklopédiai kézikönyv újabb 3. kötetét. Szorosan együttműködött a külföldi kutatókkal, legfőképpen Józef Kostrzewskivel, akiknek köszönhetően mindig tájékozott volt.
A cseh régészetet népszerűsítette külföldön is, melyért számos külföldi szakmai elismerést is kapott, többek között akadémiai és más speciális intézetek tagja volt Ausztriában, Belgiumban, Dániában, Jugoszláviában, Lengyelországban, mindkét Németországban, Nagy-Britanniában, Olaszországban és Svédországban.

## Válogatás műveiből
- 1928 Porost a podnebí Čech v pravěku, disszertáció
- 1937 Popelnicová pole a počátky doby železné v Čechách, habilitáció Prága
- 1941 Umělecké řemeslo v pravěku. Prága
- 1948 Pravěké Československo. Prága
- 1956 Keltové ve střední Evropě
- 1959 Keltská civilizace a její dědictví (3. kiad. 1963, 4. kiad. 1996)
- 1962 Evropský pravěk (tsz.)
- 1966/1969 Enzyklopädisches Handbuch zur Ur- und Frühgeschichte Europas I-II.
- 1968 Slovanská kultura v 5.-7. století (Arch. Roz. 20/5)

## Magyarul
- A kelta civilizáció és öröksége; ford. Horváth Ferenc; Gondolat, Bp., 1966

## Elismerései
- 1957 Klement Gottwald állami díj
- Munka Érdemrend
- ČS Akadémia aranyplakettje „a tudományért és az emberiségért tett érdemeiért”
- a Károly Egyetem bronz és ezüst emlékmedálja
- lengyel Arany Kereszt érdemrend
- Herder tudományos díj
- prof. dr. E. Vogt tudományos díj
- tiszteletbeli doktor a Rennes-i Egyetemen

## Külső hivatkozások
- Kdo byl kdo v našich dějinách ve 20. století Archiválva 2008. június 22-i dátummal a Wayback Machine-ben